# Каштел Гомилица
Каштел Гомилица је насељено место у саставу града Каштела, Сплитско-далматинска жупанија, Република Хрватска.

## Историја
До територијалне реорганизације у Хрватској налазио се у саставу старе општине Каштела.

## Становништво
На попису становништва 2011. године, Каштел Гомилица је имао 4.881 становника.
| Број становника по пописима | Број становника по пописима | Број становника по пописима | Број становника по пописима | Број становника по пописима | Број становника по пописима | Број становника по пописима | Број становника по пописима | Број становника по пописима | Број становника по пописима | Број становника по пописима | Број становника по пописима | Број становника по пописима | Број становника по пописима | Број становника по пописима | Број становника по пописима |
| --------------------------- | --------------------------- | --------------------------- | --------------------------- | --------------------------- | --------------------------- | --------------------------- | --------------------------- | --------------------------- | --------------------------- | --------------------------- | --------------------------- | --------------------------- | --------------------------- | --------------------------- | --------------------------- |
| 1857                        | 1869                        | 1880                        | 1890                        | 1900                        | 1910                        | 1921                        | 1931                        | 1948                        | 1953                        | 1961                        | 1971                        | 1981                        | 1991                        | 2001                        | 2011                        |
| 404                         | 437                         | 462                         | 471                         | 565                         | 609                         | 609                         | 638                         | 621                         | 1.209                       | 1.607                       | 2.315                       | 3.010                       | 3.678                       | 4.075                       | 4.881                       |

Напомена: Исказује се као самостално насеље од 1981., настало издвајањем дела насеља Сплит (град Сплит), у самостално насеље. До 1931. такође је исказивано као самостално насеље. У 1991. повећано је за део подручја насеља Каштел Сућурац, где су и садржани подаци припојеног дела од 1857. до 1961. Од 1948. до 1971. исказивано је као део насеља Сплит (град Сплит).

### Попис1991.
На попису становништва 1991. године, насељено место Каштел Гомилица је имало 3.678 становника, следећег националног састава:
| Попис 1991.‍   | Попис 1991.‍  | Попис 1991.‍ | Попис 1991.‍ | Попис 1991.‍ |
| ------------- | ------------ | ----------- | ----------- | ----------- |
|               |              |             |             |             |
| Хрвати        | Хрвати       |             | 3.413       | 92,79%      |
| Срби          | Срби         |             | 68          | 1,84%       |
| Југословени   | Југословени  |             | 51          | 1,38%       |
| Муслимани     | Муслимани    |             | 31          | 0,84%       |
| Словенци      | Словенци     |             | 10          | 0,27%       |
| Македонци     | Македонци    |             | 5           | 0,13%       |
| Словаци       | Словаци      |             | 5           | 0,13%       |
| Мађари        | Мађари       |             | 4           | 0,10%       |
| Црногорци     | Црногорци    |             | 4           | 0,10%       |
| Чеси          | Чеси         |             | 3           | 0,08%       |
| Бугари        | Бугари       |             | 1           | 0,02%       |
| Италијани     | Италијани    |             | 1           | 0,02%       |
| Пољаци        | Пољаци       |             | 1           | 0,02%       |
| Роми          | Роми         |             | 1           | 0,02%       |
| Русини        | Русини       |             | 1           | 0,02%       |
| неопредељени  | неопредељени |             | 47          | 1,27%       |
| регион. опр.  | регион. опр. |             | 6           | 0,16%       |
| непознато     | непознато    |             | 26          | 0,70%       |
| укупно: 3.678 |              |             |             |             |